# Lemma von Iwamura
Das Lemma von Iwamura ist ein Lehrsatz des mathematischen Gebiets der Ordnungstheorie und geht auf eine wissenschaftliche Publikation des Mathematikers Tsurane Iwamura aus dem Jahre 1944 zurück. Das Lemma behandelt eine Frage zur Überdeckungsdarstellbarkeit von gerichteten Mengen und gab Anlass zu einer Reihe von weitergehenden Untersuchungen.

## Formulierung des Lemmas
An die Monographie Einführung in die Ordnungstheorie von Marcel Erné anschließend lässt sich das Lemma folgendermaßen darstellen:
Für jede unendliche teilweise geordnete Menge {\displaystyle (M,\leq )}, die durch die zugrunde liegende Ordnungsrelation {\displaystyle \leq } nach oben gerichtet ist, gibt es ein Teilmengensystem {\displaystyle {\mathcal {K}}\subset 2^{M}} mit folgenden Eigenschaften:
 (I) {\displaystyle {\mathcal {K}}} ist eine durch die Inklusionsrelation wohlgeordnete Kette von Mengen.
 (II) Die  Teilmengen {\displaystyle K\in {\mathcal {K}}} überdecken die Grundmenge {\displaystyle M}; es gilt also {\displaystyle \bigcup {\mathcal {K}}=M}.
 (III) Für jede Teilmenge {\displaystyle K\in {\mathcal {K}}} gilt hinsichtlich ihrer Mächtigkeit die Ungleichung {\displaystyle |K|<|M|}.
 (IV) Für jede Teilmenge {\displaystyle K\in {\mathcal {K}}} ist die mit der induzierten Ordnungsrelation versehene teilweise geordnete Menge {\displaystyle (K,{\leq }|_{K})} ebenfalls nach oben gerichtet.

## Erläuterungen und Anmerkungen
- Das Lemma lässt sich zurückführen auf die Tatsache, dass jede unendliche Menge {\displaystyle M} darstellbar ist als Vereinigung eines durch die Inklusionsrelation wohlgeordneten Teilmengensystems von {\displaystyle M}, in dem jede der darin liegenden Teilmengen eine echt kleinere Mächtigkeit hat als die Menge {\displaystyle M} selbst.[3][4]
- Das Lemma beruht weiterhin darauf, dass für eine unendliche Menge {\displaystyle M} das Teilmengensystem der endlichen Teilmengen und die Menge {\displaystyle M} selbst stets gleichmächtig sind.[1]
- Als Anwendung kann man mittels des Lemmas von Iwamura zeigen, dass eine partiell geordnete Menge bereits dann vollständig ist (d. h. jede nach oben gerichtete Teilmenge hat eine kleinste obere Schranke), wenn jede nach oben gerichtete Kette eine kleinste obere Schranke hat.[5]